# Jonte Grundelius
Hans Johan Jonte Grundelius (* 26. Dezember 1975 in Lundby) ist ein ehemaliger schwedischer Snowboarder. Er startete in der Disziplin Snowboardcross.

## Werdegang
Grundelius, der für den Åre SLK startete, nahm im Dezember 1999 in Zell am See erstmals am Snowboard-Weltcup der FIS teil und errang dabei den 22. Platz. Bei den Snowboard-Weltmeisterschaften 2001 in Madonna di Campiglio wurde er Vierter. In der Saison 2002/03 erreichte er mit Platz drei in Valle Nevado seine einzige Podestplatzierung im Weltcup und zum Saisonende mit dem 11. Platz im Snowboardcross-Weltcup sein bestes Gesamtergebnis. Beim Saisonhöhepunkt, den Snowboard-Weltmeisterschaften 2003 am Kreischberg, fuhr er auf den 50. Platz. Bei den Weltmeisterschaften zwei Jahre später in Whistler kam er auf den 25. Platz. In der Saison 2005/06 erreichte er mit drei Top-Zehn-Platzierungen den 17. Platz im Snowboardcross-Weltcup und absolvierte in Furano seinen 48. und damit letzten Weltcup, welchen er auf dem 18. Platz beendete. Bei seiner einzigen Teilnahme an Olympischen Winterspielen im Februar 2006 in Turin belegte er den 21. Platz.

## Teilnahmen an Weltmeisterschaften und Olympischen Winterspielen

### Olympische Winterspiele
- 2006 Turin: 21. Platz Snowboardcross

### Snowboard-Weltmeisterschaften
- 2001 Madonna di Campiglio: 4. Platz Snowboardcross
- 2003 Kreischberg: 50. Platz Snowboardcross
- 2005 Whistler: 25. Platz Snowboardcross

## Weltcup-Gesamtplatzierungen
| Saison    | Gesamt | Gesamt | Snowboardcross | Snowboardcross |
| Saison    | Punkte | Platz  | Punkte         | Platz          |
| --------- | ------ | ------ | -------------- | -------------- |
| 1999/2000 | 19     | 127.   | 168            | 64.            |
| 2000/01   | -      | -      | 336            | 42.            |
| 2001/02   | -      | -      | 882            | 21.            |
| 2002/03   | -      | -      | 1220           | 11.            |
| 2003/04   | -      | -      | 697            | 34.            |
| 2004/05   | -      | -      | 672            | 33.            |
| 2005/06   | 1455   | 56.    | 1455           | 17.            |